# Magrelos
Magrelos é uma povoação portuguesa do Município de Marco de Canaveses que foi sede da extinta Freguesia de Magrelos, freguesia que tinha 2,60 km² de área e 800 habitantes (2011), e, por isso, uma densidade populacional de 307,7 hab/km².
A Freguesia de Magrelos foi extinta pela reorganização administrativa de 2013, tendo o seu território sido agregado ao das freguesias de Ariz e Favões para criar a Freguesia de Bem Viver.
A freguesia de Magrelos confinava com Ariz, São Lourenço do Douro, Alpendurada e com o Rio Douro. Distava 13 quilómetros da sede do município, e era uma das mais pequenas freguesias do Município do Marco de Canaveses. Magrelos possui uma paisagem singular, com o rio Douro a banhar uma das suas fronteiras.
O território de Magrelos tem uma topografia íngreme, o que dificulta o cultivo das suas terras. Contudo, uma das actividades económicas predominantes é a agricultura, seguida da construção civil e a exploração de pedreiras . Faziam parte desta antiga freguesia cerca de dezoito lugares.
No âmbito do desporto, Magrelos conta com um campo de futebol de onze e de um pavilhão gimnodesportivo.
Possui também uma associação Cultural e Recreativa, com o nome Reticências Douradas - Associação Cultural e Recreativa, criada em Novembro de 2014.
Desde Junho de 2020, Magrelos possui também um Baloiço Comunitário com o nome Baloiço Nossa Senhora da Luz em Magrelos no Parque do Divino Salvador de Magrelos.
Em 2013, com a reforma administrativa, Magrelos foi agregada a nova freguesia de Bem Viver, juntando numa só freguesia Ariz, Favões e Magrelos.

## População
| População da freguesia de Magrelos | População da freguesia de Magrelos | População da freguesia de Magrelos | População da freguesia de Magrelos | População da freguesia de Magrelos | População da freguesia de Magrelos | População da freguesia de Magrelos | População da freguesia de Magrelos | População da freguesia de Magrelos | População da freguesia de Magrelos | População da freguesia de Magrelos | População da freguesia de Magrelos | População da freguesia de Magrelos | População da freguesia de Magrelos | População da freguesia de Magrelos |
| ---------------------------------- | ---------------------------------- | ---------------------------------- | ---------------------------------- | ---------------------------------- | ---------------------------------- | ---------------------------------- | ---------------------------------- | ---------------------------------- | ---------------------------------- | ---------------------------------- | ---------------------------------- | ---------------------------------- | ---------------------------------- | ---------------------------------- |
| 1864                               | 1878                               | 1890                               | 1900                               | 1911                               | 1920                               | 1930                               | 1940                               | 1950                               | 1960                               | 1970                               | 1981                               | 1991                               | 2001                               | 2011                               |
| 454                                | 464                                | 496                                | 521                                | 532                                | 551                                | 582                                | 628                                | 720                                | 739                                | 760                                | 811                                | 882                                | 982                                | 800                                |

| Distribuição da População por Grupos Etários | Distribuição da População por Grupos Etários | Distribuição da População por Grupos Etários | Distribuição da População por Grupos Etários | Distribuição da População por Grupos Etários | Distribuição da População por Grupos Etários | Distribuição da População por Grupos Etários | Distribuição da População por Grupos Etários | Distribuição da População por Grupos Etários | Distribuição da População por Grupos Etários |
| -------------------------------------------- | -------------------------------------------- | -------------------------------------------- | -------------------------------------------- | -------------------------------------------- | -------------------------------------------- | -------------------------------------------- | -------------------------------------------- | -------------------------------------------- | -------------------------------------------- |
| Ano                                          | 0-14 Anos                                    | 15-24 Anos                                   | 25-64 Anos                                   | > 65 Anos                                    |                                              | 0-14 Anos                                    | 15-24 Anos                                   | 25-64 Anos                                   | > 65 Anos                                    |
| 2001                                         | 210                                          | 150                                          | 507                                          | 115                                          |                                              | 21,4%                                        | 15,3%                                        | 51,6%                                        | 11,7%                                        |
| 2011                                         | 124                                          | 128                                          | 424                                          | 124                                          |                                              | 15,5%                                        | 16,0%                                        | 53,0%                                        | 15,5%                                        |

## Património
- Igreja do Divino Salvador (matriz)
- Capela da Senhora da Luz
- Casas da Seara e da Capela
- Vestígios arqueológicos